# مقاطعة رينسيلير (نيويورك)
مقاطعة رينسيلير (بالإنجليزية: Rensselaer County)‏ هي إحدى المقاطعات في ولاية نيويورك في الولايات المتحدة الأمريكية.

## أعلام
- إدمونيا لويس
- جون إي. توماس